# Бальдр. Нитки долі
Бальдр. Нитки долі — український художній фільм режисера Олександра Швецова.

## Короткий опис
Сюжет базується на скандинавському міфі про Бога Бальдра, сина великого Одіна.
Режисер-постановник фільму — Олександр Швецов, авторка ідеї, сценаристка та продюсерка — Олена Маас, письменниця і сценаристка, що працює в жанрі фентезі. Команда амбіційного проекту пропонує не переказ прадавньої історії, а сучасний погляд на міфи про Богів.
Режисер-постановник фільму Олександр Швецов стверджує що, його кіноверсія, заснована на сценарії Олени Маас, — це сучасний погляд на міфи про відроджуються богів.
Захопливий сюжет починається з того, що троє юнаків знаходять у лісі давню могилу невідомого воїна. Вони намагаються розкопати поховання й за допомогою заклять воскресити його. Однак їхні зусилля виявляються марними — земля міцно тримає воїна, не дозволяючи потривожити його спокій. Тоді юнаки вирушають по пораду до загадкової й могутньої чарівниці.
Зустрівши їх, віщунка одразу розуміє: душа одного з юнаків колись належала воїну, що спочиває у цій могилі, — її власному синові. Загиблий через зраду коханої й охоплений жагою помсти, син чарівниці, порушивши закони Всесвіту, самовільно переродився у смертного.
Батько Бальдра, Хьярвард, прагне виховати його справжнім воїном. Він навчає сина життєвим принципам, мистецтву володіння зброєю й готує його до великих битв, що наближаються у Мідгарді. Хьярвард переконаний, що магія — справа жінок, а справжній чоловік має покладатися на силу, відвагу й майстерність у бою, а не на чари.
Але коли минуле починає оживати, межі між світом людей і богів розмиваються, а забуті клятви знову вимагають розплати. Бальдру доведеться зробити вибір: йти шляхом, визначеним батьком, чи прийняти свою істинну природу, аби завершити почате й відновити рівновагу у Мідгарді, навіть якщо для цього доведеться кинути виклик самим богам.

## У ролях
| Актор                     | Роль                       |
| ------------------------- | -------------------------- |
| Сергій Удовіков           | Бальдр                     |
| Рагдай Олександр Тимофєєв | Хьярвард - батько Бальдера |
| Наталія Амброзяк          | Йона                       |
| Сергій Шмандій            | Олав                       |
| Софія Таранченко          | Вельва                     |
| Ейріс Шріваства           | Скульд                     |